# الكيس فيلدز
الكيس فيلدز (بالإنجليزية: Alexis Fields)‏ مواليد 1 مارس 1982 في لوس أنجلوس، هي ممثلة أمريكية بدأت مسيرتها الفنية عام 1992.

## روابط خارجية
- الكيس فيلدز على موقع IMDb (الإنجليزية)
- الكيس فيلدز على موقع إن إن دي بي (الإنجليزية)
- الكيس فيلدز على موقع قاعدة بيانات الفيلم (الإنجليزية)